# Schanginia hortensis
Schanginia hortensis là loài thực vật có hoa thuộc họ Dền. Loài này được (Forssk. ex J.F. Gmel.) Moq. miêu tả khoa học đầu tiên năm 1840.